# جون ويلسون (كاتب)
جون ويلسون هو كاتب للأطفال وكاتب كندي، ولد في 2 أغسطس 1951 في إدنبرة في المملكة المتحدة.